# Mömlingen
Mömlingen – miejscowość i gmina w Niemczech, w kraju związkowym Bawaria, w rejencji Dolna Frankonia, w regionie Bayerischer Untermain, w powiecie Miltenberg. Leży w Odenwaldzie, około 21 km na północny zachód od Miltenberga, nad rzeką Mümling, przy drodze B426.

## Polityka
Wójtem jest Edwin Lieb. Rada gminy składa się z 20 członków:
|      | CSU | SPD | Wolni Wyborcy | Razem     |
| 2002 | 9   | 2   | 9             | 20 miejsc |

## Współpraca
Miejscowość partnerska:
- La Rochette, Francja od 1992

## Zabytki i atrakcje
- barokowy kościół parafialny pw. św. Marcina (St. Martin), wybudowany w latach 1774 – 1777